# Gymnothorax maderensis
Espèce
Gymnothorax maderensis est une espèce de poissons de la famille des murènes.